# کروزالتنس
کروزالتنس (به پرتغالی: Cruzaltense) یک منطقهٔ مسکونی در برزیل است که در ریو گرانده جنوبی واقع شده‌است. کروزالتنس ۱٬۷۹۹ نفر جمعیت دارد.